# Damion Stevens
Damion Stevens was een Amerikaanse jeugdacteur.

## Biografie
Stevens begon in 1990 met acteren met kinderrollen in de film When You Remember Me. Hierna heeft hij nog enkele rollen gespeeld in televisieseries en films. Hij stopte met acteren in 1997, wat hij hierna heeft gedaan is niet bekend.

## Filmografie[1]
- 1997 The Setting Son – als bullebak – film
- 1996 The Faculty – als Jimmy Rodrguez – tv-serie (1 afl.)
- 1992 When No One Would Listen – als Pete – film
- 1991 Beverly Hills, 90210 – als Dave Franklin jr. – tv-serie (1 afl.)
- 1990 Running Against Time – als jonge David – film
- 1990 When You Remember Me – als John – film